# 德比 (英國足球)
德比或稱同城德比，在不少國家的意思，是代表兩隊位於同一城市或鄰近地區的球隊（通常指足球隊）所進行的比賽。但有時歷史上的全國性敵對球隊如荷蘭的對或義大利的國際米蘭對等亦可稱為德比。
此一词原本是来自赛马，即指的是叶森德比大赛。

## 50px 聯合王國
- 國家打吡（National Derby） - 英格蘭、蘇格蘭、威爾斯及北愛爾蘭間之任何對賽

### 50px 英格蘭
倫敦打吡（London Derbies）是以下同城打吡的統稱：
- 倫敦打吡（London Derbies）-（北）、（西）、（北）、（东）、（西）、（南）、（西）、（南）、賓福特（南）、（南）、（东）、（南）、（北）、布羅姆利（南）、（南）、韋特史東（西）、（东）、恩菲爾德鎮（北）、漢普頓列治蒙堡（南）、霍恩徹奇（东）、杜爾維奇（南）、威靈聯（南）
  - 東倫敦打吡（East London derby）-  對 
  - 碼頭工人打吡（Dockers derby）-  對 
  - 南倫敦打吡（South London derby）-  對 水晶宮
  - 西倫敦打吡（West London derby）-  對 
  - 波魯打吡（Borough derbies）- 只包括三間位於倫敦哈默史密斯-富勒姆區的球隊、及之間的對陣
  - 北倫敦打吡（North London derby）-  對 
  - 新倫敦打吡（Arsenal F.C.–Chelsea F.C. rivalry）-  對

- 黑鄉打吡（Black Country Derbies）- 主要為和狼隊之間對抗，但也包括。

- 打吡（Bristol Derby）-  對

- 跨國界打吡（Cross-border Derby）- 雷克斯汉姆 對 切斯特城（兩間屬於聯合王國不同地區的球會:域斯咸是來自威爾斯，車士打是來自英格蘭，但由於雙方球會位置鄰近而形成打比球隊）

- 多塞郡打吡（Dorset Derby）-  對 伯恩第斯

- 東盎格利亞郡打吡（East Anglian Derby）或者稱為老農莊打比（Old Farm Derby） -  對

- 東蘭開郡打吡（East Lancashire Derby）-  對
- 東密德蘭打吡（East Midlands Derbies）- 、及莱斯特城之間的對陣。

- 亨伯賽德郡打吡（Humber North and South Bank Derby）- 甘士比 對

- M1公路打吡 - 盧頓 對

- M55公路打吡 - 黑池 對 普雷斯頓

- 曼徹斯特打吡（Manchester Derby）- 曼聯 對 曼城

- 默西塞德郡打吡（Merseyside Derby）- 利物浦 對

- 東北打吡（North East Derbies）- 、及之間的對陣，和、卡素爾及約克城之間的對陣。

- （Nottingham Derby）-  對

- 老字號打吡（Old Firm Derby）-  對

- 波特里斯打吡（Potteries Derby）-  對

- 第二大城打吡（Second City Derby）-  對

- 斯塔福郡打吡（Staffordshire Derbies）- 或 對

- 鋼鐵之城打吡（Steel City Derby）-  對

- 南岸打吡（South Coast Derby）-  對

- 泰恩威爾打吡（Tyne-Wear derby）-  對

- 西密德蘭打吡（West Midlands Derbies） - 、狼隊、及之間的對陣。

- 西北打吡|「雙紅會」（英格蘭國家打吡） - 曼聯 對 利物浦，因兩地為西北英格蘭重鎮，也是全英國最激烈的打吡。在中文世界又因兩隊隊色皆為紅色，故又稱「雙紅會」。

- 曼聯阿仙奴打吡 - 曼聯 對 阿仙奴，因兩地為爭奪英超聯賽，自雲加上任後，而又在04年摩連奴入主車路士前，兩隊競爭力一直增加。

### 50px 威爾斯
- 南威爾斯打吡（South Wales Derby）

-  對 卡迪夫城

### 50px 蘇格蘭
- 安格斯打吡（Angus Derby）-  對
- 艾爾郡打吡（Ayrshire Derby）-  對 埃爾聯
- 打比（Dundee Derby）-  對
- 愛丁堡打吡（Edinburgh Derby（英语：Edinburgh derby））-  對
- 打比（Falkirk Derby）– 對 士特宁
- 法夫打吡（Fife Derby）- 鄧弗姆林 對
- 格拉斯哥打吡（Glasgow Derby）-  對 克萊德
- 高地打吡（Highland Derby）-  對 羅斯郡
- 新字號打吡（New Firm Derby）-  對
- 老字號打比（Old Firm Derby）-  對
- 倫弗魯郡打吡（Renfrewshire Derby）-  對
- 泰賽德打吡（Tayside Derby）- 聖莊士東 對

### 50px 北愛爾蘭
- 大老二《貝爾法斯特》打吡（Big Two《Belfast》Derby）

- 連菲特 對 格倫杜蘭
- 北貝爾法斯特打吡（North Belfast Derby）

- 克魯薩德 對 基福維利
- 北唐打吡（North Down Derby）

- 艾迪斯 對 賓高城
- 東安特里姆打吡（East Antrim Derby）

- 加域克流浪 對 格倫杜蘭加拿禾

## 外部連結
- 足球網站